# Фетисов, Виктор Георгиевич
Ви́ктор Гео́ргиевич Фети́сов (7 августа 1937, Сталинград — 12 июля 2018, Волгоград) — советский и российский художник-скульптор, народный художник Российской Федерации (1997), член Союза художников СССР, почётный гражданин города Волгограда.

## Биография
Детство Фетисова прошло в Сталинграде и было наполнено бомбёжками, разрухой, голодом, утратой близких, что в дальнейшем определило его творческий путь и гражданскую позицию.
За серию рисунков на тему строящегося Сталинграда был удостоен первой премии на 9-й Всесоюзной выставке детского творчества.
Им созданы образы:
- Пушкина А. С.,
- Дзержинского Ф. Э.,
- снайпера В. Зайцева,
- маршала Г. К. Жукова,
- военачальников Грекова и Таварткиладзе,
- летчиков-испытателей и космонавтов В. Федотова, С. Микояна, И. Волкова, Ю. Малышева,
- писателя Ю. Бондарева, А. Райкина,
- Зои Космодемьянской
- и многих других.

Принимал активное участие в создании Мемориального комплекса на Мамаевом кургане города Волгограда, стал автором и исполнителем оформления Дома Павлова, памятника, посвящённого разгрому армии Манштейна в Николаевском районе Волгограда, памятника первостроителям Тракторного завода, памятника воинам-сибирякам — защитникам Сталинграда.
Многие работы Фетисова приобретены Киевским музеем искусств, есть они и в Третьяковской галерее.
Занимался благотворительной деятельностью: многие работы были преподнесены им городу Волгограду и Волгоградской области в дар.
Стал автором мемориального комплекса «Крыло Икара» в городе Ахтубинске, возведённого в память погибшим лётчикам-испытателям. Виктор Георгиевич — автор композиции мемориальной доски заслуженному артисту России Геннадию Казимировичу Шатовскому, автор волгоградского памятника жертвам политических репрессий.

## Фотографии

Памятник маршалу Жукову Г.К.
Памятник Маргарите Агашиной
Памятник П.А. Серебрякову

## Награды
- Народный художник Российской Федерации (19 ноября 1997 года) — за большие заслуги в области искусства[5].
- Премия Правительства Российской Федерации в области культуры (23 января 2008) — за создание памятника «Детям, погибшим в годы Великой Отечественной войны»[6].
- Золотая Пушкинская медаль — за памятник А. С. Пушкину в граните в предмостном сквере у р. Царицы.
- Звание «Почётный гражданин города-героя Волгограда» Фетисову Виктору Георгиевичу присвоено Решением Волгоградской городской Думы от 18 июня 2008 года № 5/138 — за особые заслуги в области культуры, создании художественных произведений, отражающих ратные и трудовые подвиги народа, пропаганду художественных ценностей российской культуры, направленную на воспитание у будущих поколений волгоградцев любви к Отчеству[7].